# 切尔特
切尔特，是匈牙利巴兰尼亚州所辖的一个村。总面积14.26平方公里，总人口398，人口密度27.9人/平方公里（2011年1月1日）。